# Árainn Mhór
Árainn Mhór (englisch Arranmore oder Aran Island) ist eine Insel vor der Westküste des County Donegal in Irland. Sie zählt zur irischsprachigen Gaeltacht und hatte 2011 514 ständige Einwohner, in den Sommermonaten ist die Insel durch zeitweise Heimkehrer und Touristen stärker bevölkert.
Die englische Schreibweise der Insel ist Aran Island, nicht zu verwechseln mit den Aran Islands im County Galway, deren Hauptinsel Árainn (ebenfalls Árainn Mhór oder Inis Mór genannt) oder der Isle of Arran in Schottland.

## Geografie
Die Gesamtgröße beträgt rund 17,78 km², sie ist damit die größte Insel Donegals. Hauptort ist An Leadhb Gharbh (engl. Leabgarrow). Die Arranmore Ferries verbinden die Insel mit dem Festland (Burtonport).

## Geschichte

Traditionelle Häuser auf Arranmore
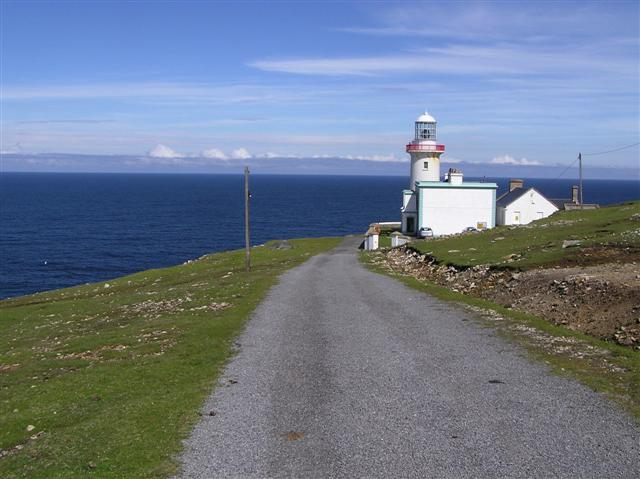
Leuchtturm von Arranmore
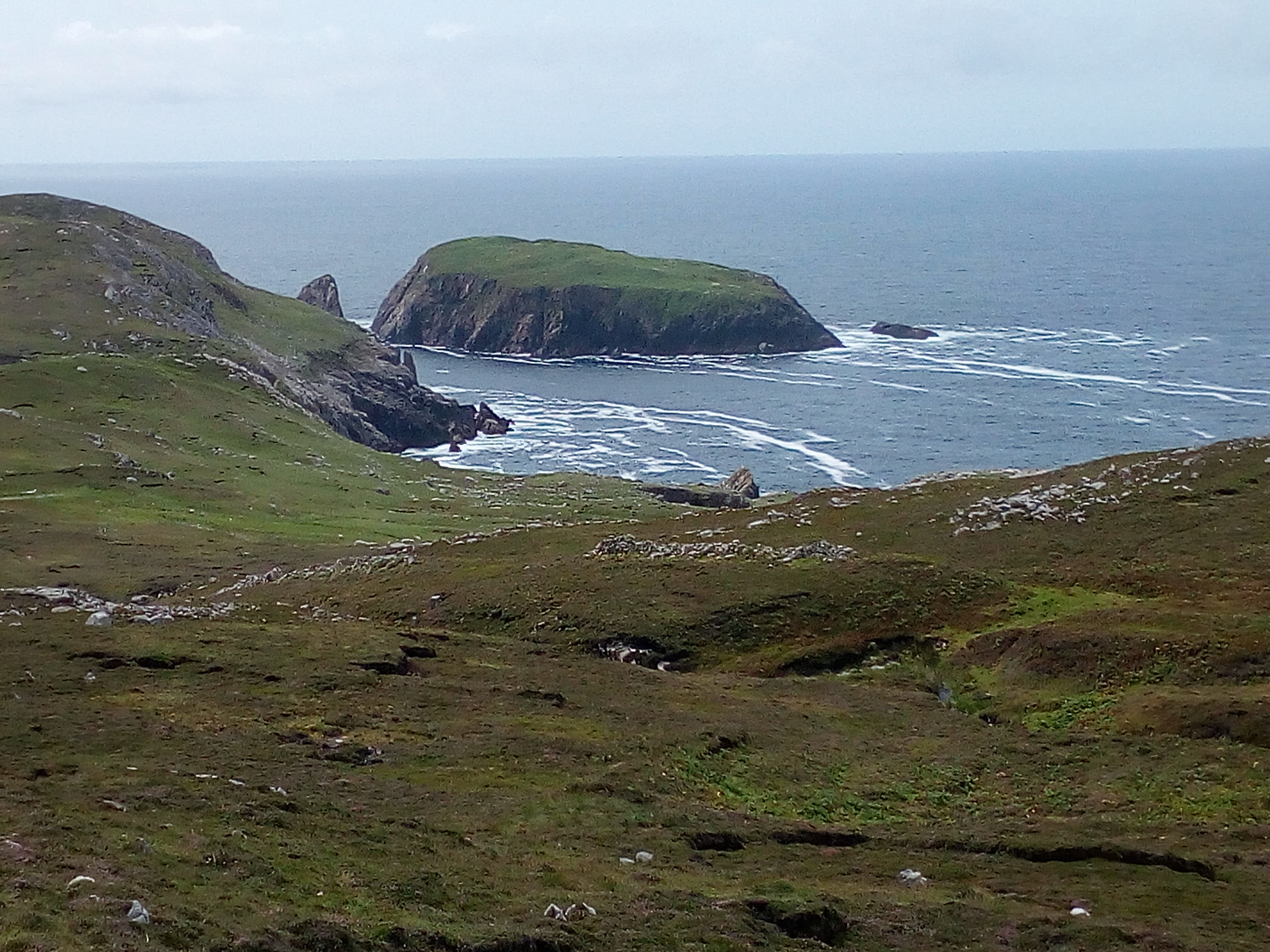
Green Island vor der Westküste

Die Insel war bis zum Mittelalter im Besitz der O’Donnells, dem in Donegal herrschenden Clan vor der englischen Besetzung und wurde daher ursprünglich Ára Uí Dhomhnaill (O’Donnells Aran) genannt. Nach der Plantation im 17. Jahrhundert wurde die Insel der englischen Adelsfamilie Conyngham zugesprochen. Während der Großen Hungersnot (Famine) verkauften sie die Insel an Spekulanten. Mit der Unabhängigkeit Irlands endete die Zeit der Feudalherren, die Irish Land Commission führte eine Landreform in ganz Irland durch.

## Sehenswürdigkeiten
- The Old Mill, Mühle aus dem 18. Jahrhundert.
- The Cave of Slaughter (Uaimh an Áir), Schauplatz eines Massakers während der Irischen Rebellion 1641.
- Lighthouse at Rinawros Point, Donegals ältester Leuchtturm von 1798 (inzwischen modernisiert).
- Cliffs, ca. 120 m hohe Klippen an der Nord- und Westküste.